# Sovražni govor
Sovrážni góvor je  izražanje, ki spodbuja sovraštvo do posameznika ali skupine ljudi. Sovražno izražanje do posameznikov so lahko žalitve ali klevetanja, kar se obravnava v okviru zasebnih odnosov, pred sodišči pa v zasebnih tožbah. Posebna pravna kategorija je izražanje, ki spodbuja sovraštvo proti narodnim, rasnim, verskim ali drugim skupinam ljudi. Tako izražanje lahko spodbuja kršitev človekovih pravic in predstavlja nevarnost za družbo tako v posamezni državi kot mednarodno.
Sovražni govor je Svet Evrope opredelil v Priporočilu R (97) 20.  
Sovražni govor je vsako izražanje, ... »ki širi, spodbuja ali opravičuje rasno sovraštvo, sovraštvo do tujcev, antisemitizem in druge vrste sovraštva, ki temeljijo na nestrpnosti, agresivnem nacionalizmu ali etnocentrizmu, diskriminaciji in sovražnosti proti manjšinam, migrantom ali ljudem tujega rodu«.

## Sovražni govor in pravica do izražanja
Pri obravnavi sovražnega govora je občutljiva razločitev med splošno pravico do izražanja (svobodo govora) in sovražnim govorom. O tem Priporočilo Sveta Evrope navaja sedem načel, ki naj bi jih upoštevale države-članice pri vzpostavljanju pravnega reda in v praksi. Načela se večkrat dotikajo ločnice med pravico izražanja in nesprejemljivostjo sovražnega govora. Opozarjajo (načelo 2) na potrebo po trdnem pravnem okviru, ki naj nalaga upravnim in sodnim organom, da v vsakem primeru razločijo med pravico govora in spoštovanjem človekovega dostojanstva in spoštovanjem pravic drugih. V okviru Sveta Evrope deluje Evropska komisija za boj proti rasizmu in nestrpnosti (ECRI), ki je izdala podrobnejša priporočila o obravnavi sovražnega ravnanja in diskriminacije, vključno s sovražnim govorom.

## Slovenski pravni red

### Kazenski zakonik
Slovensko pravo pojma sovražni govor ne pozna, pač pa opisuje tovrstna kazniva dejanja. 
Kazenski zakonik RS (KZ-1, 2008) v 297. členu opredeljuje več vrst kaznivih dejanj:
- javno spodbujanje ali razpihovanje sovraštva, razdora ali nestrpnosti, ki temelji na narodnostni, rasni, verski ali etnični pripadnosti, spolu, barvi kože, poreklu, premoženjskem stanju, izobrazbi, družbenem položaju, političnem ali drugem prepričanju, invalidnosti, spolni usmerjenosti ali katerikoli drugi osebni okoliščini
- javno širjenje ideje o večvrednosti ene rase nad drugo ali dajanje kakršnekoli pomoči pri rasistični dejavnosti
- zanikanje, zmanjševanje pomena, odobravanje, omalovaževanje, smešenje ali zagovarjanje genocida, holokavsta, hudodelstev zoper človečnost, vojnih hudodelstev, agresije ali drugih kaznivih dejanj zoper človečnost.

Zagrožena je kazen zapora do dveh let. Če so za objavo soodgovorni, so podvrženi tej grožnji tudi uredniki sredstev javnega obveščanja. Otežujoča okoliščina je, če dejanja izvrši uradna oseba, zanjo je zagrožena kazen do petih let zapora.
Obtežilen je način izvršitve dejanja opisana zgoraj:
- če je dejanje storjeno s prisilo, grdim ravnanjem, ogrožanjem varnosti, sramotitvijo narodnostnih, narodnih ali verskih simbolov, poškodovanjem tujih stvari, skrunitvijo spomenikov, spominskih znamenj ali grobov,

je zagrožena kazen do treh let.

### Pravna praksa
Pravna praksa v Sloveniji je skopa.
Primer, ki delno osvetli pravno tolmačenje sovražnega govora, je zadeva z intervjujem Svetlane Makarovič, ki je bil objavljen pod naslovom: »Nekatere stvari je treba sovražiti« (Planet Siol.net 6.1.2012). Intervjuvanka v sovražnem kontekstu omenja nekatere desničarske politike, Rimskokatoliško cerkev in domobrance. Intervju je doživel odziv Sveta katoliških laikov Slovenije . Avtorji so zapisali, da pričakujejo od organov pregona izvedbo vseh kazenskih postopkov proti Svetlani Makarovič. Nadaljnja objava »Sovražni govor ali prekoračitev meje dobrega okusa?« (Planet Siol.net 20.01.2012) vsebuje pravno mnenje, da je treba ugotoviti, ali je oseba, ki je besede izrekla, imela namen spodbujati sovraštvo, nasilje ali nestrpnost (naklep). Mnenje iz urada varuha človekovih pravic je bilo, da vsak primer t. i. sovražnega govora še ni kaznivo dejanje javnega spodbujanja sovraštva, nasilja ali nestrpnosti, kot ga opredeljuje Kazenski zakonik. »Zaradi varstva svobode izražanja in še posebej svobode medijev so pogoji za kazenski pregon govorjene ali pisane besede upravičeno zelo strogi. Pri nas je tovrstne sodne prakse tako malo, da o njej skoraj ne moremo govoriti«.